# Архипчук, Вадим Антонович
Вади́м Анто́нович Архипчу́к (6 июля 1937, Киев — 15 января 1973, там же) — советский украинский легкоатлет, специалист по бегу на короткие дистанции. Многократный чемпион СССР и УССР в спринтерских дисциплинах, рекордсмен Украины, участник двух летних Олимпийских игр. На соревнованиях представлял спортивное общество «Спартак» и Вооружённые силы. Мастер спорта СССР.

## Биография
Родился 6 июля 1937 года в Киеве Украинской ССР.
Серьёзно заниматься лёгкой атлетикой начал в 1955 году в добровольном спортивном обществе «Спартак», проходил подготовку под руководством заслуженного тренера УССР Виктора Григорьевича Лунькова.
В 1953—1955 годах учился в Киевском автомобильно-дорожном институте, но на третьем курсе перевёлся в Киевский государственный институт физической культуры, где получил высшее педагогическое образование.
Впервые заявил о себе на всесоюзном уровне в сезоне 1958 года, когда одержал победу на чемпионате Украины в беге на 200 метров и затем в составе украинской республиканской сборной выиграл эстафету 4 × 100 метров на чемпионате СССР в Тбилиси.
В 1959 году стал серебряным призёром первенства УССР в трёх спринтерских дисциплинах, завоевал золотую медаль на Спартакиаде народов СССР в Москве в эстафете 4 × 100 м. Выполнил норматив мастера спорта СССР по лёгкой атлетике, пробежав стометровую дистанцию за 10,4 секунды.
Благодаря череде удачных выступлений удостоился права защищать честь страны на летних Олимпийских играх в Риме — выступал здесь в беге на 200 метров, дойдя до четвертьфинального этапа.
В 1961 году перешёл в спортивный клуб Вооружённых сил (СКА), выиграл чемпионат УССР в беге на 400 метров, в той же дисциплине был лучшим на чемпионате СССР в Тбилиси. Установил рекорд Украины на четырёхсотметровой дистанции, который впоследствии несколько раз обновлял (рекорды Арихипчука были превзойдены только в 1979 году Виктором Бураковым).
На чемпионате СССР в Москве и Ташкенте завоевал золотые медали в беге на 400 метров и эстафете 4 × 400 м.
В 1963 году на Спартакиаде народов СССР в Москве трижды поднимался на пьедестал почёта, был первым на 400 метрах и в эстафете 4 × 400 м, получил серебро в беге на 200 метров.
В 1964 году добавил в послужной список серебряную и золотую медали, полученные на домашнем чемпионате Советского Союза в Киеве в личной четырёхсотметровой дисциплине и эстафете соответственно. Находясь в числе лидеров легкоатлетической команды страны, благополучно прошёл отбор на Олимпийские игры в Токио — на сей раз дошёл до четвертьфинала в беге на 400 метров и занял седьмое место в финале эстафеты 4 × 400 м.
Последний раз одержал крупные победы на всесоюзном уровне в сезоне 1965 года, привезя две золотые награды с чемпионата СССР в Алма-Ате. В 1967 году принял решение завершить спортивную карьеру.
Умер 15 января 1973 года в Киеве в возрасте 35 лет.